# Sminthurinus macgillivrayi
Sminthurinus macgillivrayi är en urinsektsart som först beskrevs av Banks 1897.  Sminthurinus macgillivrayi ingår i släktet Sminthurinus och familjen Katiannidae. Inga underarter finns listade i Catalogue of Life.